# Toki Jurozayemon Mitsuchika
Toki Jurozayemon Mitsuchika (登喜十郎左衛門光隣, mort en 1582) est un vassal du clan Akechi et parent d'Akechi Mitsuhide. Il est le daimyo du domaine de Fukuchiyama dans la province de Tamba ainsi qu'un général qui prend part à la bataille de Yamazaki de 1582 contre Toyotomi Hideyoshi et où il est tué.

## Source de la traduction
- (en) Cet article est partiellement ou en totalité issu de l’article de Wikipédia en anglais intitulé « Toki Jurozayemon Mitsuchika » (voir la liste des auteurs).